# تب بوتونوز
تب بوتونوز (به انگلیسی: Boutonneuse fever) نوعی تب است که حاصل عفونت ریکتزیایی می‌باشد. عامل عفونت باکتری Rickettsia conorii است و انتقال آن توسط یک کنه معمول بین سگ‌ها به نام ریپیسفالوس سانگوینئوس انجام می‌شود. این تب در بسیاری از مکان‌ها در سراسر جهان دیده می‌شود. اگر چه بیشتر در کشورهای اطراف دریای مدیترانه شایع است.

## علائم بالینی
پس از یک دوره کمون حدود هفت روز، علائم این بیماری به‌طور ناگهانی آشکار می‌شوند. لرز و تب بالا درد عضلانی و مفصلی، سردرد شدید و نور گریزی از علائم این تب می‌باشند. محل نیش به شکل یک زخم سیاه دیده می‌شود. حدود روز چهارم از بیماری راش گسترده دیده می‌شود، که ابتدا به صورت ماکولا و سپس ماکولو-پاپولار و گاهی پتشیال هستند.

## تشخیص
تشخیص از طریق آزمایش سرولوژیک، یا تست کلاسیک ویل-فلیکس، الیسا یا یا ایمونوفلورسانس انجام می‌شود.

## درمان
این بیماری را می‌توان با تتراسیکلین (داکسی سایکلین), کلرامفنیکل، ماکرولیدها یا فلوروکینولون درمان کرد.